# Carlo Conti (cardinal)
Pour les articles homonymes, voir Conti et Carlo Conti.
Carlo Conti (né le 28 août 1556 à Rome, alors la capitale des États pontificaux, et mort le 3 décembre 1615 dans la même ville) est un cardinal italien du XVIe siècle et XVIIe siècle. Dans sa famille il y a plusieurs papes : Innocent III, Grégoire IX et Alexandre IV.
Il est le grand-oncle du pape Innocent XIII, l'oncle du cardinal Giannicolò Conti (1664) et le grand-oncle du cardinal Bernardo Maria Conti (1721). Il est aussi un parent des cardinaux Giovanni dei conti di Segni (1200), Ottaviano dei conti di Segni (1205), Lucido Conti (1411) (pseudo-cardinal), Giovanni Conti (1483) et Francesco Conti (1517).

## Biographie
Carlo Conti exerce diverses fonctions au sein de la Curie romaine, notamment au tribunal suprême de la Signature apostolique. Il est vice-légat à Viterbe et gouverneur de Rimini et Camerino.
Il est nommé évêque d'Ancône en 1585. Il est gouverneur de Pérouse (1604), des Marches (1595), nonce apostolique extraordinaire en Autriche (en) et vice-légat à Avignon (1599-1604).
Le pape Clément VIII le crée cardinal lors du consistoire du 9 juin 1604.
Le cardinal Conti participe au conclaves de 1605 (élection de Léon XI et de Paul V).

## Succession apostolique
Carlo Conti a ordonné les évêques suivants :
- Évêque Francesco Giustiniani (1605)
- Évêque Dionigi Morelli (1605)
- Évêque Giovanni Linati (it) (1606)
- Évêque Alessandro Rossi (en) (1611)
- Évêque Eleuterio Albergone (no), O.F.M.Conv. (1611)